# Ami/Amant
Pour plus de détails, voir Fiche technique et Distribution.
Ami/Amant (titre original : Amic/Amat) est un film espagnol en catalan réalisé par Ventura Pons et sorti en 1999. 
Il est adapté de la pièce de Josep Maria Benet i Jornet, Testament (1997).

## Synopsis
Un professeur de littérature médiévale homosexuel sur le point de mourir décide de laisser en héritage Blanquerna, de Raymond Lulle, à un jeune et intelligent élève.

## Fiche technique
- Titre français : Ami/Amant
- Titre original : Amic/Amat
- Réalisation : Ventura Pons
- Scénario : Josep Maria Benet i Jornet
- Producteur : Ventura Pons
- Photo : Tomàs Pladevall
- Musique : Carles Cases
- Montage : Pere Abadal
- Pays d'origine :  Espagne
- Langue : Catalan
- Format : Couleur
- Durée : 90 min
- Dates de sortie : 
  -  Espagne : 29 janvier 1999

## Distribution
- Josep Maria Pou : Jaume
- Rosa Maria Sardà : Fanny
- Mario Gas : Pere
- David Selvas : David
- Irene Montalà : Alba
- Jordi Dauder : Metge
- Àngels Sánchez : Cristina